# Lapsus (banda)
Lapsus es un grupo boliviano de rock reggae formado en La Paz, Bolivia el año 1993, reconocido por éxitos como “Amarastabrillar“, “Mi Love“, “Suck a Bone“ y “Together“, clásicos del rock boliviano.

El grupo grabó dos discos, Umar Mash (1997) y Banda Ancha (2007).

Luego de hacer varias presentaciones entre los años 2006 y 2007, Lapsus se disuelve definitivamente.

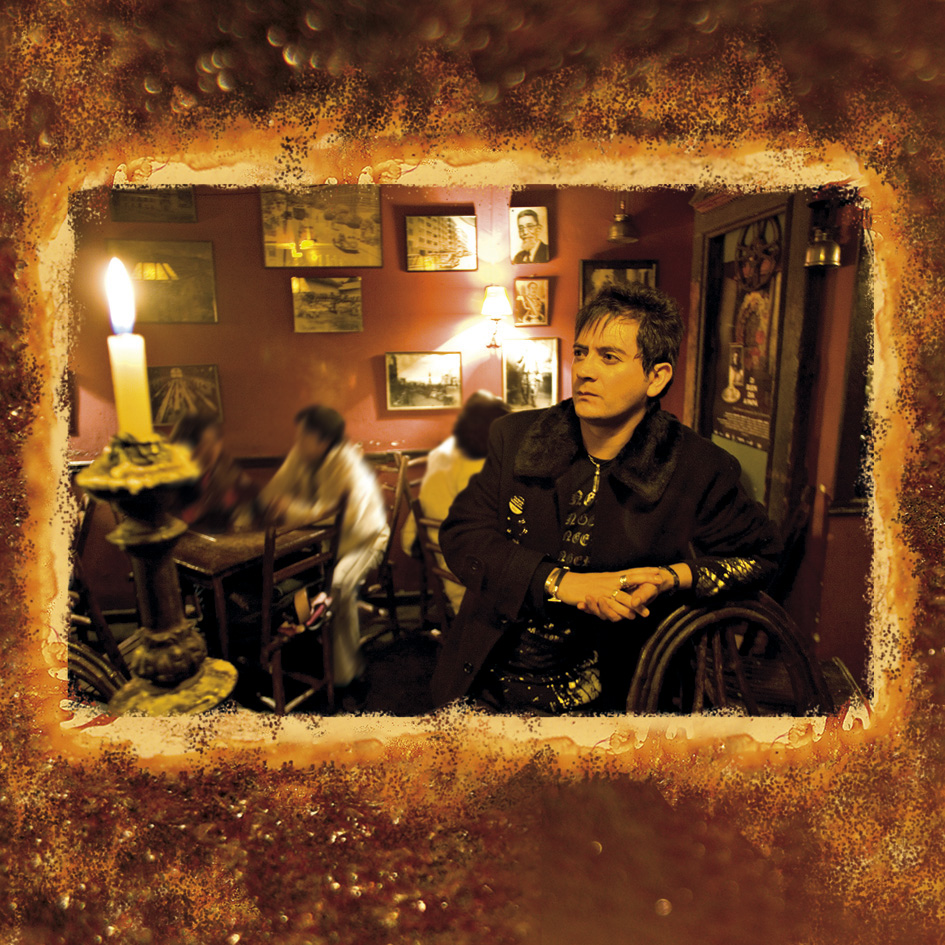
Mauricio Torres (Voz) Banda Ancha 2007

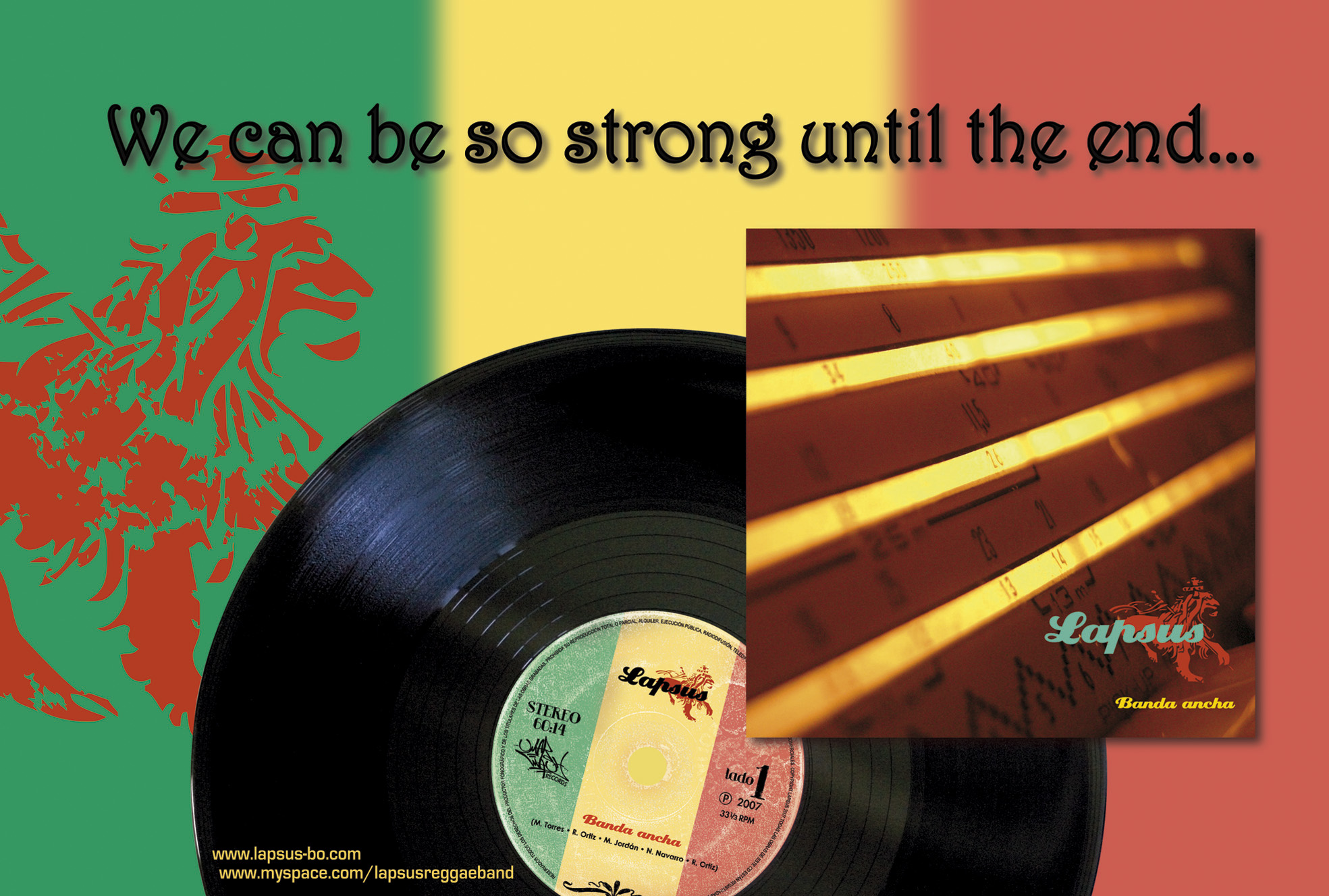
Póster CD Banda Ancha 2007

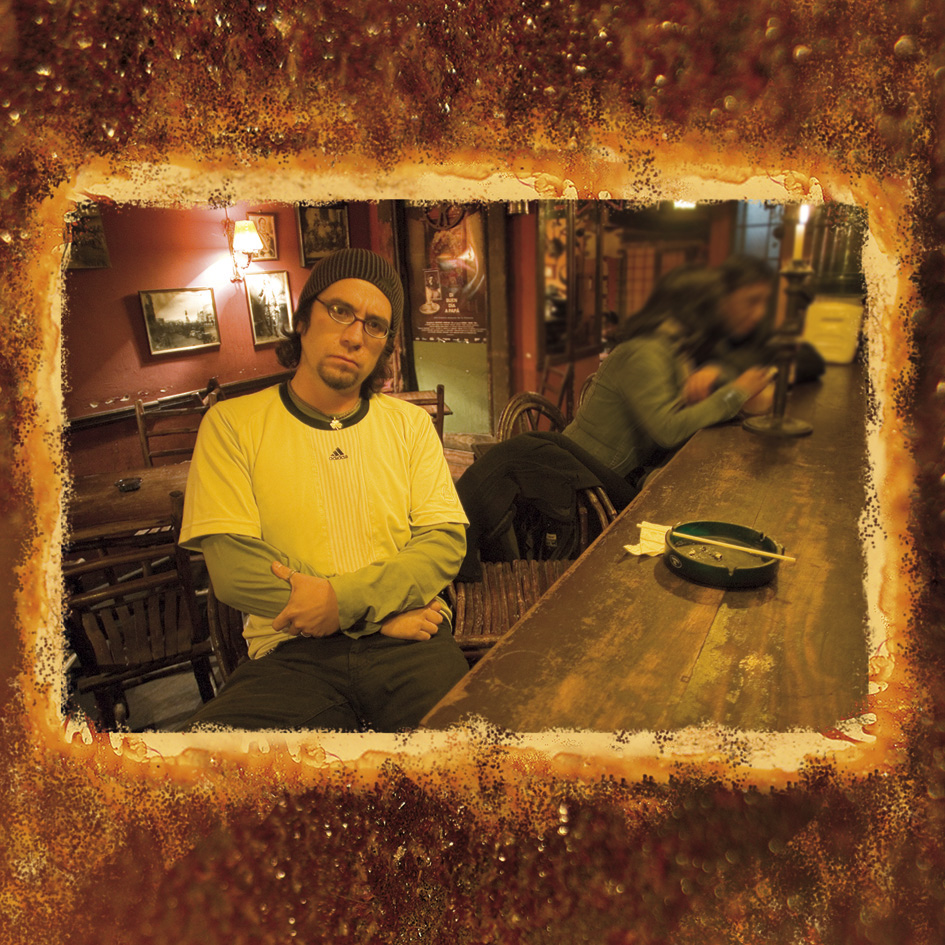
Rodolfo Ortiz (Batería) Banda Ancha 2007

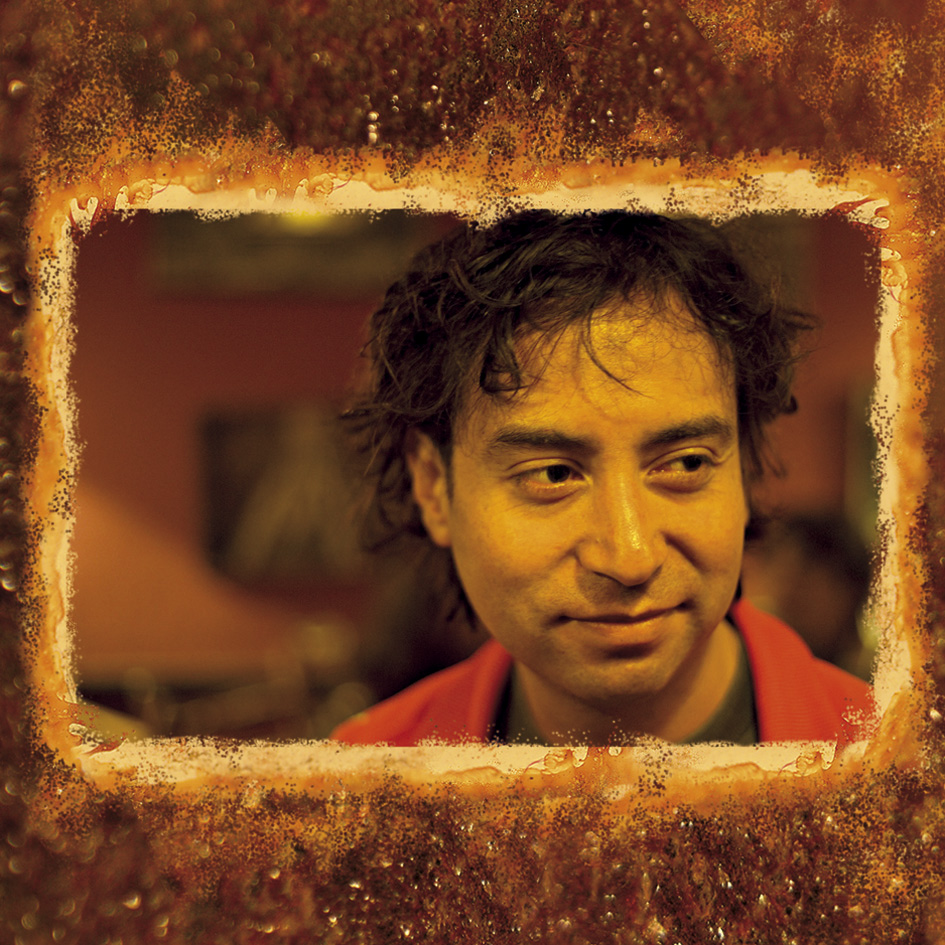
Rony Ortiz (Guitarra) Banda Ancha 2007

## Historia

### Inicios y formación
Lapsus es creado el año 1993 por Mauricio Torres, vocalista por entonces del grupo XXX (tres equis) y Rodolfo Ortiz, baterista de Lou Kass, en instalaciones del mítico bar “El Socavón“; que en la década del los s´90 fue reconocido por descubrir y presentar a las bandas más prominentes del rock boliviano.
El grupo se terminó de conformar junto a Rony Ortiz (guitarra), Coque Gutiérrez (bajo) y Mauro Columba (teclados), quién dejaría la banda dos años después.

Lapsus debuta en "El Socavón" un miércoles de junio de ese mismo año. Gracias a esa exitosa presentación, la banda se constituye rápidamente en unas de las alternativas musicales más atractivas del circuito emergente de bares de La Paz, presentándose habitualmente en los pubs y festivales más importantes, con una gran asistencia de público; convirtiéndose así, en la banda representativa del reggae nacional y llenando el espacio que dejó el grupo Lou Kass tras su separación.

A partir de 1994, Lapsus empezó a incluir en su repertorio composiciones propias intercaladas con covers de grupos como: Paralamas, Los Pericos, Sumo (banda), Los Fabulosos Cadillacs, Steel Pulse, Aswad, Black Uhuru, Bob Marley, Ziggy Marley y UB40 entre otros.

### Umar Mash y la separación
El año 1995 el grupo se consolida como cuarteto y comienza a trabajar en las maquetas del primer disco.

Festivales como el “Explo Rock“ y otros logran despertar el interés del sello Discolandia, quienes a través del productor ejecutivo Juan Carlos Gutiérrez, cierran negociaciones para concretar la grabación de 14 canciones originales.

“Donde Disparar“, fue el primer sencillo promocional, despertando mucha expectativa en el público y medios especializados meses antes del lanzamiento del disco.

Finalmente a fines de 1996 Lapsus presentó su trabajo debut Umar Mash, grabado entre enero y mayo del mismo año, autoproducido y mezclado por Ivan Barrientos, Lapsus y Rodrigo Villegas ex Lou Kass.

El estilo del disco está definido por el reggae, el pop rock y el ska.

Umar Mash, fue un éxito en ventas llegando a “Disco de Oro“ y ubicando rápidamente al grupo como uno de los actos más taquilleros a nivel nacional, gracias a sus tantos cortes promocionales, muchos de los cuales llegaron al primer puesto en algunas estaciones de radio de Bolivia.
El año 1997 Lapsus se trasladó a la ciudad de Santa Cruz, para filmar el videoclip del tema “Mi Love“, dirigido por Alejandro Villavicencio.

El año 1998 “El Socavón“ atravesaba por una crisis económica que estaba a punto de obligarlos a cerrar definitivamente, Lapsus se preparaba para salir de gira nacional.

El grupo ensayo y fue la última banda en pisar su escenario mientras demolían sus instalaciones. Las muestras de apoyo de las principales bandas de rock de La Paz, no fueron suficientes para salvar al “Socavón“. Lapsus emprendió una gira que no pudo terminar.
Problemas internos y diferencias musicales en miras al segundo disco, provocaron el alejamiento del cantante y su posterior disolución, en el mejor momento musical del grupo.

Para fines del mismo año, la banda logró ponerse de acuerdo para hacer una pequeña gira despedida en bares de La Paz denominada “El último Lapsus“.

El año 2002, “Premios Rock And Bol“ reconoció al disco como “Disco Histórico del Rock Nacional“.

### El retorno y nuevos sencillos
El año 2000 el vocalista intentó reformar la banda con los integrantes originales, impulsado por las repercusiones del primer disco, que despertaron el interés en países vecinos por editarlos y llevarlos de gira. 
 Tras la negativa del resto del grupo, Mauricio empezó a trabajar con músicos invitados de las bandas Ragga Ki, XXX y Kimo. 

Entre los años 2001 y 2002 Lapsus tuvo dos distintas formaciones con las que realizó presentaciones y empezó a componer material inédito para un esperado segundo disco. 

En esa época se presentaron dos nuevos sencillos; “Skiva“ y la versión de 10cc “Reggae Holiday“. 

Los compromisos de los músicos invitados impidieron consolidar el proyecto, por lo que a fines del 2002, Lapsus tomó un nuevo receso.

### La disolución
El mes de junio del 2007, a pocas semanas de haber sido lanzado el disco al mercado, tensiones internas provocaron una nueva disolución del grupo, quedando descartada la gira nacional planeada.
Según declaraciones del vocalista que hoy en día radica en México, la disolución es definitiva y descartada toda posibilidad de volver a ver al grupo en un escenario.

### Álbumes y sencillos de estudio
- 1996: Umar Mash

- 2001: Skiva (Sencillo)

- 2002: Reggae Holiday (Sencillo)

- 2007: Banda Ancha

### Complilados
- 1998: La Calle de los Poetas Muertos (Soundtrack)

- 2004: 40 Años de Rock Boliviano

- 2007: EquinoxRock Festival Vol. 1